# Carassea connexa
Carassea es un género monotípico de hongos liquenizados perteneciente a la familia Cladoniaceae. Su única especie es Carassea connexa.